# 東鎮 (實業計畫)
東鎮為孫中山先生於《建國方略》中之《實業計畫(物質建設)》中，所倡議建成之大城市。孫中山先生認為於發展東北部的鐵路時，必需建立一東北鐵路中區，“猶蜘蛛巢之於蜘蛛網也”。其認為這一中區「當設立於嫩江與松花江合流處之西南，約距哈爾濱之西南偏一百英里，將來必成為一最有利益之位置。此之新镇，不獨可為鐵路系统之中心，至當遼河、松花江間之運河成立後，且可成為水陸交通之要地。」孫先生建議從東鎮始建立九條至不同地方的鐵路線，以成就東北部的經濟發展。
孫中山先生建立東鎮市這一計劃後來被遺忘，直至2001年中央電視台為孫中山先生製作紀念節目的時候，才再次發現這一計劃。而孫先生建議成立東鎮市的位置，正好大概就在於1992年立市的松原市。因此，松原市市委書記楊紹明就表示若一早知道孫先生這一計劃，則1992年設市時應叫東鎮而不是松原。而亦有人建議現時松原市新建的中心城區亦叫「東鎮區」，以完孫先生的心願。